# Raoul Pictet
Raoul-Pierre Pictet (Genebra, 4 de abril de 1846 — Paris, 27 de julho de 1929) foi um físico suiço.
Foi o primeiro a obter a liquefação do nitrogênio e do oxigênio pela ação simultânea de uma elevada pressão e uma temperatura baixa. O processo originou as técnicas modernas de refrigeração.
Recebeu a Medalha Davy de 1878.

## Obras
- Mémoire sur la liquefaction de l'oxygène, la liquefaction et la solidification de l'hydrogène : et sur les théories des changement des corps ; Raoul Pictet ; Genève : J. Sandoz, 1878.
- Synthèse de la chaleur, Résumé des communications faites à la réunion de la Société helvétique des sciences naturelles tenue à Saint-Gall, ; Raoul Pictet ; Genève, Bale, Lyon, H. Georg, 1879.
- Nouvelles machines frigorifiques basées sur l'emploi de phénoménes physico-chimiques ; Raoul Pictet ; Genève : Charles Schuchardt, 1885.
- Recherches expérimentales sur le point de congélation des différents mélanges d'alcool et d'eau; ; Raoul Pictet ; Paris, Gauthier-Villars, 1894.
- Influence des basses températures sur les lois de la cristallisation ; Raoul Pictet ; Paris, Gauthier-Villars, 1894.
- Sur la synthèse de la chaleur. ; Raoul Pictet ; Genève ; Bâle ; Lyon : Georg & Cie, 1895.